# Microcos longipetiolata
Microcos longipetiolata är en malvaväxtart som beskrevs av André Joseph Guillaume Henri Kostermans. Microcos longipetiolata ingår i släktet Microcos och familjen malvaväxter. Inga underarter finns listade i Catalogue of Life.